# Ліхтарник
Ліхта́рник — міський службовець, який спостерігає за справністю вуличних ліхтарів та їх запалює. Образ ліхтарника, як людини, яка несе світло, іноді використовується у творах мистецтва.

## Історія

### Велика Британія
У 1417 році на вулицях Лондона, за розпорядженням мера Генрі Бартона, з'явилися перші вуличні ліхтарі. Але багато містян були проти освітлення.
У 1807 році гасові ліхтарі конструкції англійця Вільяма Мердока були встановлені на вулиці Пелл-Мелл.

### Франція
На початку XVI століття перші вуличні ліхтарі з'явилися і в Парижі: парижан змушували тримати світильники біля вікон, що виходять на вулицю. У 1667 році Людовик XIV видав спеціальний указ про вуличне освітлення.

### Чехія
У 1847 в Празі на вулиці Кенігштрассе (зараз Соколовська) була побудована газова станція. Пропрацювала до 1881 року.

### Росія
У 1698 році в Москві біля царського палацу були встановлені 8 ліхтарів.

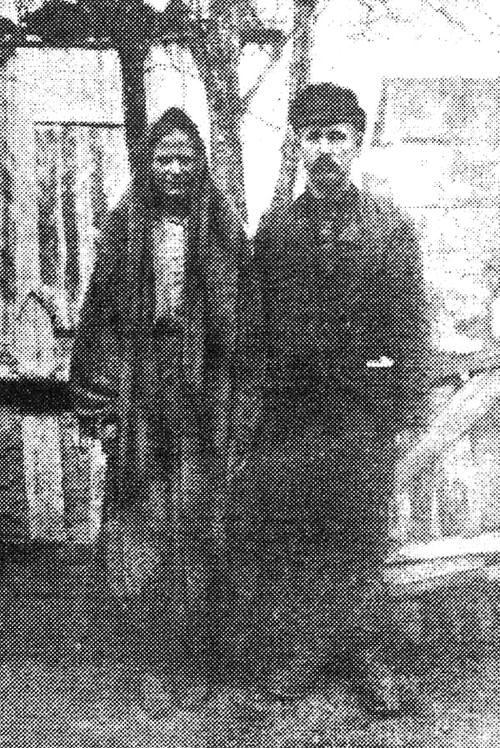
Ліхтарник Казимир Шаховський і його дружина Уляна, свідки по справі Бейліса про вбивство Андрія Ющинського

В 1723 році на вулицях Петербурга працювало 595 ліхтарів. Обслуговуванням цих ліхтарів займалися 64 ліхтарники. Ліхтарі запалювали із серпня по квітень.
В 1794 році у місті налічувалося вже 3400 ліхтарів і відповідно значно зросла кількість ліхтарників. З середини XVIII століття в побут стали входити гасові ліхтарі.
У 1819 році на Аптекарському острові з'явилися газові ліхтарі, а в 1835 році було створено «Товариство освітлення газом Санкт-Петербурга».

## Даний час
У XIX столітті домінантою формою вуличного освітлення стали газові ліхтарі. Ранні газові ліхтарі ще вимагали присутності ліхтарника, але в кінцевому підсумку були розроблені системи, які дозволили запалювати ліхтарі автоматично.
Сучасних людей, що виконують обов'язки ліхтарників, називають інженерами мереж або електриками.

## Функції ліхтарників
- Запалювання/гасіння ліхтарів
- Наповнення резервуара з горючою рідиною
- Ремонт ліхтарів (ремонт резервуарів для горючої рідини, виправка рефлекторів, заміна пальника, ремонт каркаса, заміна вікон)

## Інструмент, пристосування та спецодяг, використовувані ліхтарниками
- Драбина
- Довга жердина

## В літературі
- Ліхтарник є героєм однойменного твору Марії Кеммінс (1854).
- Ліхтарник є центральним героєм твору Болеслава Пруса «Тіні» (1885).
- «Ліхтарник» — так називається збірка віршів (1929) ірландського поета Шеймуса о'Саллівана.
- Ліхтарник є одним з діючих осіб роману «Маленький принц» Антуана де Сент-Екзюпері (1943).
- Ліхтарник є героєм творів Джона Ле Карре, таких як «Шпигуне, вийди геть!» (1974) та «Команда Смайлі» (1979).
- У Дмитра Колосова є оповідання «Ліхтарник».
- Ліхтарник Джек є одним з героїв романів про Мері Поппінс.

## Цікаві факти

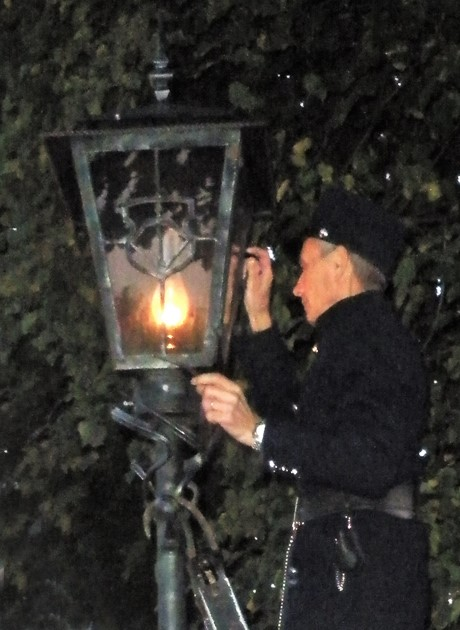
Ліхтарник Бреста, як у старовину, запалює гасові ліхтарі, залучаючи натовпи туристів

- Олійні ліхтарі світили тьмяно, іноді взагалі не горіли, і гасили їх раніше. У містян існувала думка, що ліхтарники економлять собі олію на кашу.
- З 2009 року в Бересті на одному з пішохідних зон вулиці Радянської щодня запалює і гасить старовинні ліхтарі штатний ліхтарник у формі петрівських часів. Для цього він піднімається по драбині і вручну запалює і гасить в кожному ліхтарі гасову лампу. Всього на вулиці Радянській встановлено 19 таких ліхтарів[2][3].